# Francisco Caro (pintor)

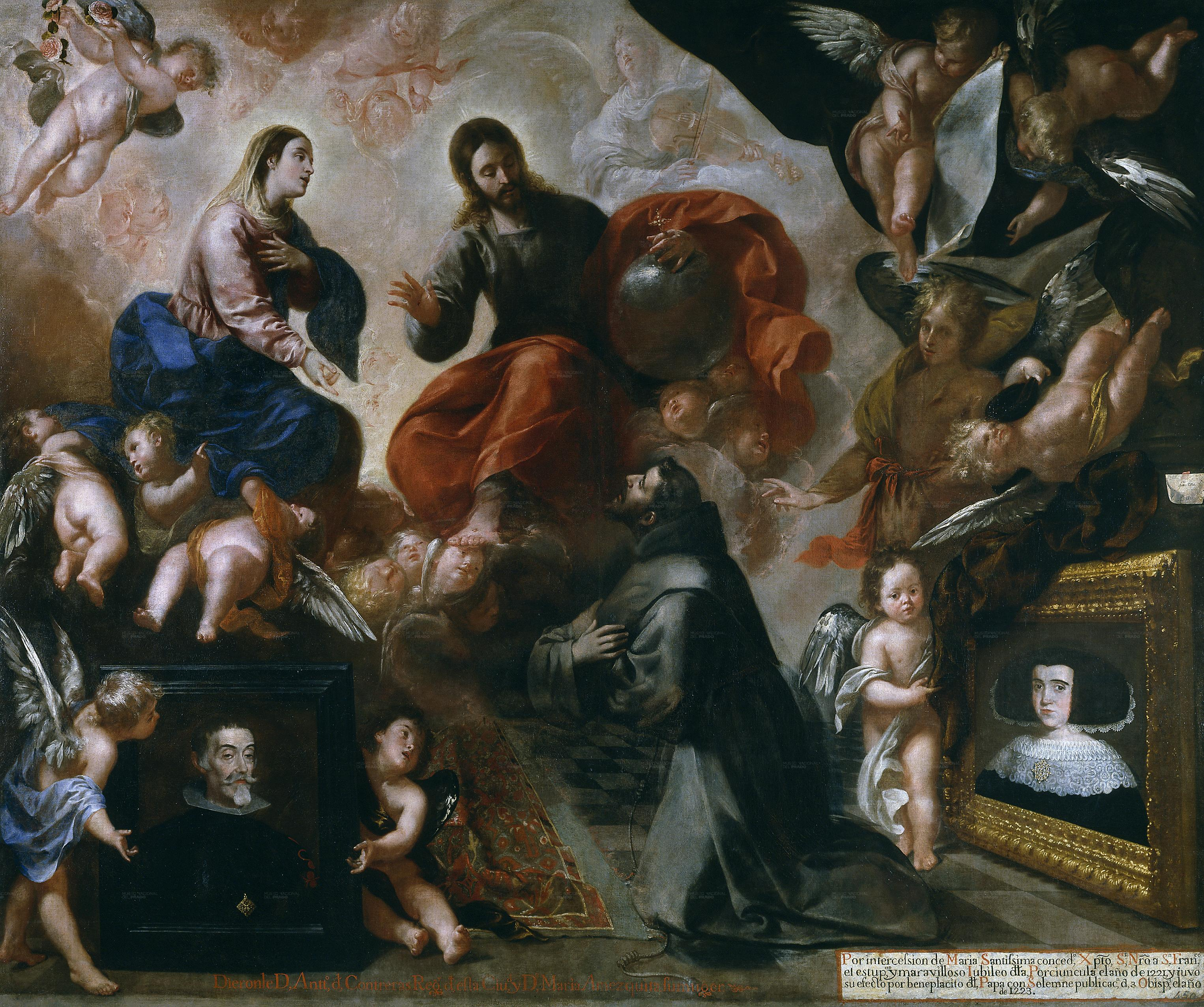
San Francisco de Asís en la Porciúncula con los donantes Antonio Contreras y María Amezquita, óleo sobre lienzo (273 x 330 cm.), firmado y fechado Francisco Caro, 1659, Madrid, Museo del Prado.

Francisco Caro (Sevilla, c. 1624- Madrid,1667) fue un pintor barroco español nacido en Sevilla, hijo del también pintor Francisco López Caro, con quien inició su formación, perfeccionada luego, según Antonio Palomino, con Alonso Cano.
Consta que en 1633, cuando contaba nueve años, su padre, condiscípulo de Velázquez en el taller de Francisco Pacheco, le puso maestro de primeras letras buscando para el hijo una formación no constreñida a la que proporcionaba el taller de pintura. En 1655, todavía en Sevilla, contrajo matrimonio, pero muy pronto hubo de desplazarse a Madrid, en seguimiento quizá de Alonso Cano, pues ya en 1658 se le encargaban las pinturas de la capilla de San Isidro en la iglesia de San Andrés donde también tenía obra su probable maestro. Para esta capilla ejecutó finalmente diez lienzos de la Vida de la Virgen, en los que, según Palomino, se «desempeñó con gran crédito, y se conoce bien la escuela de Alonso Cano, y así adelantó mucho su crédito». Estos lienzos resultaron destruidos, sin haber sido fotografiados, al ser incendiada la iglesia en 1936, a comienzos de la guerra civil.
Palomino elogia también el gran cuadro que hizo para el claustro de San Francisco de Segovia, San Francisco de Asís con los donantes Antonio Contreras y María Amezquita, que con la desamortización pasó al Museo de la Trinidad y de allí al Museo del Prado, que lo ha tenido en depósito en el Museo de la Coruña. Obra de notable y muy avanzado barroquismo, Alfonso E. Pérez Sánchez observa en él, único cuadro conservado del pintor, su compleja formación, con ecos de Vicente Carducho reinterpretados por Francisco Rizi en la «apasionada» figura de San Francisco, y de Cano, en las «siluetas fusiformes» de Cristo y la Virgen. Muy notables son los ángeles, trazados con pincelada ligera, y la forma como incorpora a la composición las figuras de los donantes, como cuadros dentro del cuadro portados por angelillos.